# Пост, Франс
Франс Пост (нидерл. Frans Janszoon Post; 17 ноября 1612, Харлем — 17 февраля 1680, там же) — нидерландский художник эпохи барокко.

## Биография
Сын художника по стеклу, его старший брат Питер — известный архитектор и градостроитель, в частности, проектировавший Маурицхёйс и Маурицстад. Потерял отца в раннем детстве. По приглашению Иоганна Морица Нассау и Голландской Вест-Индской компании в 1636 приехал в Бразилию, прожил там до 1644, создавал пейзажи и картины быта местного населения. Вернувшись на родину, был в 1646 принят в Харлемскую гильдию Св. Луки. После этого — первым из европейских художников — писал пейзажи Нового Света как своеобразного рая. Иллюстрировал Естественную историю Бразилии (1648) Виллема Писо.

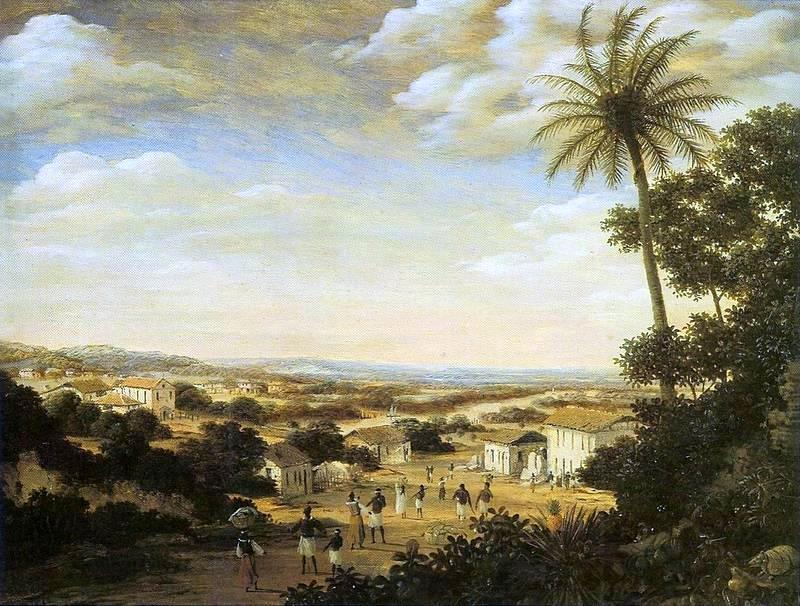
Деревня с церковью

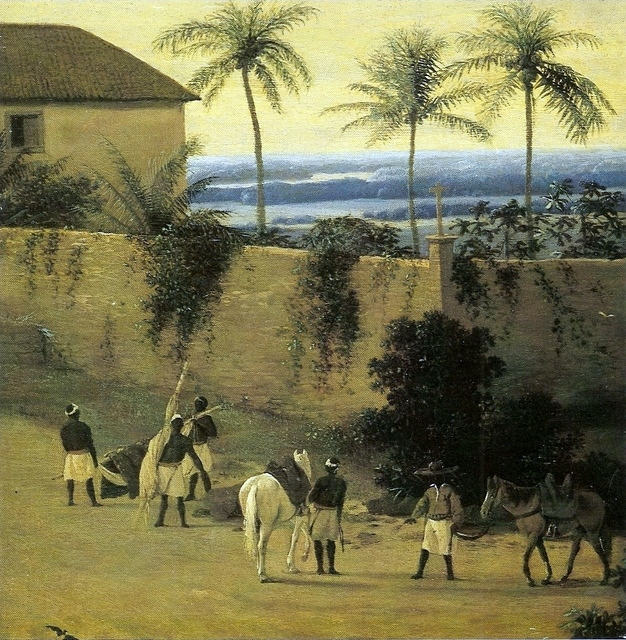
Стена с лошадьми и рабами

## Наследие
В 1679 Иоганн Мориц Нассау преподнес 18 картин Поста в дар французскому королю Людовику XIV, девять из них вошли в постоянную экспозицию Лувра.
В настоящее время работы Поста находятся во многих крупных музеях Европы (Нидерланды, Великобритания, Франция, Германия) и Америки (Бразилия, США).